# شيهو كوباتا
شيهو كوباتا (高畑 志帆) (12 نوفمبر 1989 في هيروشيما في اليابان – )؛ هي لاعبة كرة قدم كانت تلعب كمدافع. ولعبت مع منتخب اليابان لكرة القدم للسيدات.

## وصلات خارجية
- شيهو كوباتا على موقع قاعدة بيانات كرة القدم.إي يو (الإنجليزية)
- شيهو كوباتا على موقع Soccerway.com (الإنجليزية)